# Friedrich Engel (wiskundige)

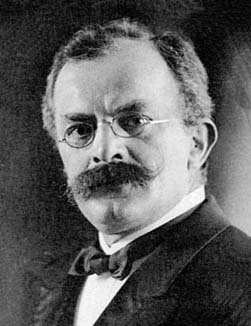
Friedrich Engel

Friedrich Engel (Lugau, Saksen, 26 december 1861 - Giessen, 29 september 1941) was een Duits wiskundige.
Engel werd geboren in Lugau in Saksen geboren als zoon van een Lutherse pastor. Hij studeerde aan de universiteiten van Leipzig en Berlijn. In 1883 promoveerde hij aan de Universiteit van Leipzig.
Engel studeerde onder Felix Klein in Leipzig, en werkte een groot deel van zijn leven samen met Sophus Lie. Hij werkte in Leipzig, Greifswald en in Giessen.